# One Piece: Unlimited Adventure
One Piece: Unlimited Adventure (ワンピース：アンリミテッドアドベンチャー, Wan Pīsu: Anrimiteddo Adobenchaa) est un jeu vidéo inspiré du manga et de la série animée One Piece. C'est un jeu d'aventure avec des combats du style beat them all. Il est sorti au Japon le 26 avril 2007, et en Amérique du Nord le 22 janvier 2008.
La version américaine du jeu utilise les voix de Funimation.

## Histoire
Tout commence avec Nami qui donne des nouveaux vêtements à tout l'équipage pour leur prochaine aventure. Luffy remarque qu'il ne reste plus de nourriture sur le bateau et Usopp lui rappelle que lui, Luffy et Chopper avaient mangé tout ce qui restait dans un concours de celui qui mange le plus. Apprenant la nouvelle par le même coup, le reste de l'équipage leur donne une bonne leçon. Forcé à pêcher, Luffy trouve un joyau lumineux. Ne pensant qu'au manque de nourriture, les autres n'y portent pas attention. Luffy se propulse alors très haut dans les airs pour essayer de percevoir une île. Le joyau réagit à son souhait et une île apparaît soudainement sous le bateau, dispersant l'équipage un peu partout sur cette île mystérieuse.

## Système de jeu
Luffy doit retrouver les membres de son équipage ainsi que son bateau puis, ensembles, doivent percer le mystère de l'île.

### Personnages jouables en mode aventure
- Monkey D. Luffy
- Roronoa Zoro
- Nami
- Usopp
- Sanji
- Tony-Tony Chopper
- Nico Robin
- Franky

## Accueil

### Ventes
One Piece: Unlimited Adventure s'écoule à plus de 40 000 exemplaires au cours de sa première semaine de commercialisation au Japon.